# グレート東郷
グレート東郷（Great Togo、本名：George Kazuo Okamura、日本名：岡村 一夫〈おかむら かずお〉、1911年10月11日 - 1973年12月17日）は、アメリカ合衆国のプロレスラー。オレゴン州フッドリバー出身の日系アメリカ人。
太平洋戦争の終結から間もないアメリカのマット界において、反日感情を逆手に取ったヒールとして活躍した。生年および出自については諸説あり、父は日本人、母は中国人のそれぞれアメリカ移民であったという説、両親とも日本人で熊本県あるいは沖縄県から移民したという説、朝鮮半島出身説などが語られていて、真相は不明である（この経緯は下記関連書参照）。

## 来歴
非白人の貧しい移民の子供として辛酸をなめ、「喧嘩に強くなりたい」という思いから、少年時代よりレスリングやボクシングに打ち込む。1933年にサンフランシスコのプロモーターにスカウトされ、22歳でデビュー。当初は「ブル・イトー（Bull Ito）」、後に本名の「ジョージ・オカムラ（George Okamura）」として活動した。
終戦後、敵国日本の象徴だった東條英機にあやかったリングネーム「グレート・トージョー（Great Tojo）」を名乗ったが、太平洋戦争の終結から10年も経っていない1950年代当時のアメリカで「東條」の名をそのまま使うのは刺激が強すぎると判断（実際に観客からナイフで切りつけられるなど、身の危険に晒されていた）。そのため、日露戦争で著名な大日本帝国海軍の元帥：東郷平八郎にちなんで「グレート・トーゴー（Great Togo）」と改名、このリングネームを晩年まで用いた。
卑劣かつ姑息な反則技、薄ら笑いと慇懃なお辞儀、和風コスチューム（法被や浴衣、下駄）、膝下までの田吾作タイツ、塩をまく「儀式」などのギミックは、アメリカにおけるヒールの日系および日本人レスラーの雛形となり、ミスター・モト、ハロルド坂田、キンジ渋谷、ミツ荒川、トージョー・ヤマモト、プロフェッサー・タナカ、ミスター・フジなどに受け継がれていった。全盛時代の東郷は、試合の度に観客の憎悪を浴びて襲われ、ときには銃剣で田楽刺しにされそうになったこともあったという。また、日系アメリカ人協会から抗議されたこともあった。
日本には1959年9月、日本プロレスに初参戦。その後もワールド大リーグ戦に例年来日し、日本陣営の一員となって頭突きや空手チョップなどの技を用い、根性溢れるベビーフェイスとして活躍した。ブッカーとしても手腕を振るい、フレッド・ブラッシーやザ・デストロイヤーなど本拠地のロサンゼルス地区で活動していた大物レスラーをはじめ、グレート・アントニオなどの怪物レスラーも来日させた。アントニオ来日の際は彼の首に鎖をつないで先導するなどマネージャー役も演じている。
日本プロレスのアメリカにおける窓口として、さまざまな外国人レスラーを斡旋するが、力道山死後の1963年12月20日、日本プロレスの幹部だった芳の里、遠藤幸吉、吉村道明、豊登から、ブッキング料を巡るトラブルでブッカーを解任される。その報復として、アメリカ修行中だったジャイアント馬場に高額の契約金を保証してアメリカに定着するよう、フレッド・アトキンスを通して説得したが失敗に終わった。
1968年、日本での復活を策して国際プロレスに協力し、日本プロレス時代と同様に外国人レスラーをブッキングしたほか、選手として試合にも出場。TBS放送開始初戦のルー・テーズ対グレート草津戦において草津のセコンドも務めた。しかし、日本プロレスから大木金太郎を引き抜こうとしたために、宿泊中のホテルニューオータニに押しかけたユセフ・トルコと松岡巌鉄から暴行を受けるという事件が勃発、警察沙汰となって一般紙でも大きく報道された。また、ブッキング料を巡るトラブルから、招聘した外国人選手に試合出場をボイコットさせるなど、最終的には国際プロレスとも決別することとなった。
翌1969年1月にはテーズの協力のもと、日本での第三勢力として『トーゴー&テーズ・カンパニー』（ナショナル・レスリング・エンタープライズ = 仮称）なる新団体の設立を画策。しかし、この情報を察知した日本プロレスの妨害工作に遭い、NETテレビとフジテレビへの売り込みにも失敗。同年8月にNWAへの加盟を申請したが、8対10で否決されたことで頓挫している。この新団体にはシャチ横内がエース候補として予定されていたが、テーズの証言によると、実際には東郷はテーズ宅を1回だけ訪問して新団体の概要を説明したのみで、ブッキング依頼などの具体的な話までには発展しなかったという。
1973年12月17日、胃癌の手術の経過が思わしくなく、ロサンゼルスにて62歳で死去。

## 特徴的なギミック
- 日系の悪役レスラーというギミックを作り上げるために、半和中華風の豪華なコスチュームを、大金をかけて呉服店に作製させたという。
- 試合前のセレモニーとして「日本の名酒を時間をかけてお椀を立てて飲む」「相撲のごとくリング上に塩を捲く」「軍配や刀を振り回してリング上で歌い踊る」などの演出を施し、試合の随所でも気味の悪い薄ら笑いを浮かべるなど、得体の知れない不気味な東洋人を演じきった。
- 試合中に窮地に陥った際、卑屈な懇願後の「急所蹴り」や塩による「目潰し」などの反則攻撃を売り物にしていた。卑屈に許しを乞うた後のいきなりの反則は、当時のアメリカの観客には「日本軍のだまし討ち」とされていた真珠湾攻撃を連想させた。

## 得意技
- 引き倒し
- 張り手
- 空手チョップ
- 頭突き
- 腕固め
- 袈裟固め
- 反則技の数々
- 塩まきによる目つぶし攻撃
- 急所蹴り
- 引っ掻き攻撃
- 髪むしり
- 噛み付き攻撃
- 木製椅子攻撃

## 追記
- リングネームの変遷は、ブル伊藤→ジョージ岡村→グレート東條→グレート東郷[1]。
- 「血はリングに咲く花」は東郷の「名言」として取り上げられる場合が多いが、『悪役レスラーは笑う』（岩波新書）では、東京スポーツの記者だった桜井康雄が、これは東郷のセリフではなく自身の作った東郷のキャッチコピーだったことを明かしている。
- 1962年4月27日、日本プロレスの神戸大会における6人タッグマッチでブラッシーの噛みつき攻撃により大流血となり、そのシーンをテレビの生中継で観た11人の老人がショック死するという事件が発生し、当時の日本テレビのプロデューサーが国会に呼び出される事態となった[11]。
- 金銭にまつわるエピソードも多い人物であった。ジャイアント馬場はアメリカ武者修行時代、東郷から「車の灰皿を使うな」（車を転売する際、一箇所でも痛んでいると安く買い叩かれるため）・「練習すると腹が減るから夕方まで寝ていろ」（食事代を節約するため）などの注意を受けていたという[6]。一方で、力道山の個人秘書を務め、その死後も東郷と親交のあった吉村義雄や、前述の桜井などは「金銭に厳しい面は確かにあったが、仕事に見合う対価を要求しただけであり、いわゆる守銭奴というようなものではない」といった証言をしている[12]。
- 力道山の死後に日本プロレスと決別したのも高額なブッキング料が一因であり、後にTBSプロレス（国際プロレス）のブッカーに就くと同じく法外なブッキング料をTBSに要求し、最終的に決裂した。ただし、それに見合うだけの豪華メンバーは確かに招聘しており、TBSプロレスのオープニング・シリーズにはテーズをはじめ、ダニー・ホッジ、ハンス・シュミット、ワルドー・フォン・エリック、ブルドッグ・ブラワー、レフェリーのアトキンスなどを来日させている（シリーズ開幕戦ではサンダー杉山と組んでセミファイナルに出場し、シュミット&エリックから勝利を収めた）[13]。
- 全米で大ヒールとして鳴らしていた頃、1952年には初渡米した空手の大山倍達を「マス東郷」、柔道の遠藤幸吉を「コウ東郷」と名乗らせ、兄弟ギミックのトーゴー・ブラザーズを結成した。その後、ハワイ出身のハロルド坂田（日本名は敏行）が弟の「トシ東郷」となり、トーゴー・ブラザーズを再編したこともあった（東郷本人は日本名の一夫から「カズ東郷」と名乗っていた）[3]。このコンビで1955年6月、ロサンゼルス版のNWA世界タッグ王座を獲得している[14]。坂田とのコンビでは、NWAカナディアン・オープン・タッグ王座（1954年7月8日にトロントにてホイッパー・ビリー・ワトソン&テキサス・マッケンジーから奪取[15]）とNWAハワイ・タッグ王座（1956年4月29日にホノルルにてロード・ブレアース&ジン・キニスキーから奪取[16]）にも戴冠した。
- 永源遙がアメリカ修行時代に、グレート・トーゴーのリングネームを名乗っていたことがある[17]。

## モデルになった作品
映画
- 空手バカ一代 （1977年） - グレート山下（演：室田日出男）

アニメ
- タイガーマスクW（2016年 - 2017年） - ケイジ田中 / ふくわらマスク （声：塩屋浩三）

## 獲得タイトル
メープル・リーフ・レスリング
- NWAカナディアン・オープン・タッグ王座：1回（w / トシ東郷）[15]

NWAハリウッド・レスリング
- NWA世界タッグ王座（ロサンゼルス版）：1回（w / トシ東郷）[14]

NWAミッドパシフィック・プロモーションズ
- NWAハワイ・タッグ王座：1回（w / トシ東郷）[16]

## 関連書籍
- 村松友視『七人のトーゴー』（1982年、文藝春秋）
- 森達也『悪役レスラーは笑う 「卑劣なジャップ」グレート東郷』（2005年、岩波新書、ISBN 4-00-430982-4）
- 森達也『増補版 悪役レスラーは笑う「卑劣なジャップ」グレート東郷』（2022年、岩波現代文庫、ISBN 9784006033316）